# 2005 en Espagne
Chronologie de l'Espagne
- 2001
- 2002
- 2003
- 2004
- 2005
- 2006
- 2007
- 2008
- 2009

Cet article présente les faits marquants de l'année 2005 en Espagne.

## Évènements
- 2 janvier : accident de la route meurtrier en Espagne impliquant un car assurant la liaison Paris-Casablanca. Les victimes sont tous des marocains et le bilan est lourd : 5 morts et 30 blessés sur les 37 occupants du véhicule.
- 16 janvier : le pays se prépare à fêter pendant toute l'année les quatre cents ans de la publication de Don Quichotte de la Mancha, de l'écrivain Miguel de Cervantes.
- 20 février : victoire du « oui » (76,73 %), lors du référendum sur le Traité établissant une Constitution pour l'Europe. Le taux d'abstention était de 57,68 %.
- 30 juin : légalisation du mariage homosexuel, à 187 voix pour, 147 contre et 4 abstentions.
- 17 juillet : onze pompiers trouvent la mort alors qu'ils tentaient d'éteindre un incendie qui détruira 12 000 hectares de végétation dans province de Guadalajara.